# كيبرفيل سور مير
كيبرفيل سور مير (بالفرنسية: Quiberville-sur-Mer) هي بلدة فرنسيَّة تقع في إقليم السين البحرية في منطقة نرمندية شمال فرنسا. عُرفت بـ«كيبرفيل» حصرًا قبل سنة 2024.
يقوم اقتصاد هذه القرية على السياحة والزراعة، وهي تقع عند مصب نهر «سآن» (بالفرنسية: Saâne) في منطقة «پِيِيه دو كو» (بالفرنسية: Pays de Caux). تتقاطع فيها الطرق D2 وD75 وD127 على بُعد نحو ثلاثة عشر كيلومترًا غرب مدينة ديابة. ولعلَّ أبرز معالمها الطبيعيَّة هي المنحدرات الطبشوريَّة الضخمة المُقابلة لشاطئها الحصوي وبحر المانش.